# Melchie Dumornay
Melchie Daëlle Dumornay (Mirebalais; 17 de agosto de 2003) es una futbolista haitiana. Juega como centrocampista en el Olympique de Lyon de la Première Ligue de Francia. Es internacional con la Selección de Haití.
En 2022, fue reconocida como la futbolista más prometedora a nivel internacional por la revista Goal. Anteriormente había sido incluida en esta lista en 2020 y 2021.

## Trayectoria
Dumornay jugó en el AS Tigresses de Haití. En noviembre de 2018, se probó con el Olympique Lyonnais, pero su fichaje no pudo llevarse a cabo debido a su edad. Fue nombrada la quinta futbolista más prometedora del mundo por la revista Goal en 2020.
En septiembre de 2021, a pesar del interés de varios otros clubes más prestigiosos de Europa y Estados Unidos, se incorporó al Stade de Reims en la División 1 Féminine   donde se unió a su compatriota Kethna Louis. Una vez más fue nombrada la quinta futbolista más prometedora del mundo por la revista Goal. En su debut con el Reims, logró dos asistencias contra el GPSO 92 Issy. Luego marcó un doblete en la fecha siguiente contra el Burdeos.

## Selección nacional
Dumornay participó en torneos de la CONCACAF con la sub-17 y la sub-20. Clasificó con Haití a la Copa Mundial Sub-20 de 2018, disputándola con tan solo 14 años y haciendo de su país la primera nación caribeña en participar en este torneo. Gracias a sus 14 goles marcados en el Campeonato Femenino Sub-20 de la Concacaf de 2020, fue reconocida con el Botín de Oro.

## Clubes
| Club              | País    | Año             |
| ----------------- | ------- | --------------- |
| Stade de Reims    | Francia | 2021 - 2023     |
| Olympique de Lyon | Francia | 2023 - presente |

## Distinciones individuales
| Distinción                                         | Año  |
| -------------------------------------------------- | ---- |
| Balón de Oro (Campeonato Sub-17 de la Concacaf)    | 2018 |
| Mejor Once (Campeonato Sub-17 de la Concacaf)      | 2018 |
| Balón de Oro (Campeonato Sub-20 de la Concacaf)    | 2020 |
| Mejor Jugadora Juvenil (Campeonato de la Concacaf) | 2022 |
| Mejor Once (Campeonato de la Concacaf)             | 2022 |
| Mejor Once de la Concacaf (IFFHS)                  | 2022 |